# Назран
Назран (на руски: Назра́нь; на ингушки: Наьсаре) е град в Русия, административен център на Назрановски район, Ингушетия и най-голям град в руската република.
Той е столица на Ингушетия до 2000 година, след което тя е преместена в специално построения за целта град Магас, разположен на 4 км югоизточно от Назран.